# Miroslav Mentel
Miroslav „Miro“ Mentel (* 2. prosince 1962, Šurany) je bývalý slovenský fotbalový brankář a trenér.
Jeho synem je fotbalista Filip Mentel.

## Fotbalová kariéra
Hrál za Inter Bratislava, na vojně za Duklu Banská Bystrica, Agro Hurbanovo, DAC Dunajská Streda, v Japonsku za Urawa Red Diamonds, ZŤS Dubnica a Kaučuk Opava. V evropských pohárech nastoupil ve 3 utkáních.

### FC Kaučuk Opava
Do tehdy druholigové Opavy přišel před jarní částí sezóny 1994/95. Opava na konci sezóny oslavila premiérový postup do první ligy z druhého místa. Mentel se stal opavskou jedničkou, v sezóně 1995/96 odchytal 29 zápasů, inkasoval 24 gólů a sedmkrát udržel čisté konto.

### Ligová bilance
| Ročník                                   | Zápasy | Góly | Klub                  |
| ---------------------------------------- | ------ | ---- | --------------------- |
| 1. československá fotbalová liga 1980/81 | 7      | 0    | Inter Bratislava      |
| 1. československá fotbalová liga 1981/82 | 17     | 0    | Inter Bratislava      |
| 1. československá fotbalová liga 1982/83 | 27     | 0    | Inter Bratislava      |
| 1. československá fotbalová liga 1983/84 | 15     | 0    | Dukla Banská Bystrica |
| 1. československá fotbalová liga 1984/85 | 13     | 0    | Dukla Banská Bystrica |
| 1. československá fotbalová liga 1985/86 | 23     | 0    | Inter Bratislava      |
| 1. československá fotbalová liga 1987/88 | 10     | 0    | Inter Bratislava      |
| 1. československá fotbalová liga 1988/89 | 15     | 0    | Inter Bratislava      |
| 1. československá fotbalová liga 1992/93 | 28     | 0    | DAC Dunajská Streda   |
| Corgoň liga 1993/94                      | 5      | 0    | DAC Dunajská Streda   |
| J. League 1993                           | 9      | 0    | Mitsubishi Urawa      |
| J. League 1994                           | 1      | 0    | Urawa Red Diamonds    |
| 2. česká fotbalová liga 1994/95          | ?      | 0    | FC Kaučuk Opava       |
| 1. česká fotbalová liga 1995/96          | 29     | 0    | FC Kaučuk Opava       |
| Corgoň liga 1996/97                      | 25     | 0    | FK Dubnica            |
| CELKEM                                   | 218    | 0    |                       |

## Trenérská kariéra
V sezóně 2001–2002 byl hlavním trenérem SFC Opava po odvolání Bohuše Kelera. U slovenské reprezentace působil jako trenér brankářů. Od roku 2011 působí jako trenér brankářů u celku MFK Košice.
V sezóně 2016–17 je hlavním trenérem FK Senica.